# Lee Jeong-jin
Lee Jeong-jin (Seoul, 25 maggio 1978) è un attore sudcoreano, noto soprattutto per essere il protagonista del film Pietà di Kim Ki-duk, vincitore del Leone d'oro 2012 per il miglior film alla 69ª Mostra internazionale d'arte cinematografica di Venezia.

## Filmografia

### Cinema
- Habyeon-euro gada (해변으로 가다) (2000)
- Haejeok, disco wang doeda (해적, 디스코 왕 되다) (2002)
- Maljukgeori janhoksa (말죽거리 잔혹사) (2004)
- Han cheng gonglue (韓城攻略) (2005)
- Mapado (마파도) (2005)
- Dor-ikil su eobneun (돌이킬 수 없는) (2010)
- Haegyeolsa (해결사) (2010)
- Wonderful Radio (원더풀 라디오) (2012)
- Pietà (피에타) (2012)

### Televisione
- Soonpoong Clinic (순풍 산부인과) – serie TV (1998)
- Ad Madness (광끼) – serie TV (1999)
- She's the One (나는 그녀가 좋다) – serie TV (2000)
- More Than Words Can Say (좋은걸 어떡해) – serie TV (2000)
- She's More Beautiful Than a Flower (꽃보다 아름다운 그녀 ) – serie TV (2000)
- Lovers (연인들) – serie TV (2001)
- Bad Girl (나쁜 여자들) – serie TV (2002)
- Trio ( 삼총사) – serie TV (2002)
- Escape from Unemployment (백수 탈출) – serie TV (2003)
- Doctor K (닥터 K) – serie TV (2004)
- April Kiss (4월의 키스) – serie TV (2004)
- Love Story in Harvard (러브 스토리 인 하버드) – serie TV (2005)
- 9hoemal 2 out (9회말 2아웃) – serie TV (2007)
- I Love You, Don't Cry (사랑해, 울지마) – serie TV (2008)
- The Fugitive: Plan B (도망자 플랜 B) – serie TV (2010)
- Uk-ssi Nam Jeong-gi (욱씨남정기?) – serie TV (2016)